# Steinheim (Rosport-Mompach)
Steinheim (luxemburgisch Steenemⓘ) ist ein Ortsteil der Gemeinde Rosport-Mompach im Großherzogtum Luxemburg.

## Lage
Steinheim liegt ganz im Norden der Gemeinde Rosport-Mompach am Ufer der Sauer und damit direkt an der Staatsgrenze zwischen Luxemburg und Deutschland. Nachbarorte sind auf deutscher Seite Minden und Edingen und auf luxemburgischer Seite Rosport. Durch den Ort verläuft die Nationalstraße 10.

## Geschichte
Steinheim ist eine alte Siedlung, wahrscheinlich keltischen Ursprungs, auf Pfahlbauten in der Sauerniederung errichtet. Der Ort erscheint erstmals im Jahr 704, als Irmina von Oeren dem Heiligen Willibrord und damit seinem Kloster Echternach ihre "villa Staneheim super Suram" (über der Sauer) schenkte. Zwei weitere Schenkungen bekam die Abtei zwischen 835 und 895 (Regnum Francorum online Echternach 009,141,159). Letztere Schenkung ließ sich der Abt 895 von König Zwentibold persönlich bestätigen (RFO D_Zw_005). Somit gehörte Steinheim mindestens 200 Jahre zur Echternacher Abtei. Spätere Urkunden, in denen ein Ort "Steinheim" genannt wird, müssen eher auf die übrigen Orte dieses Namens im deutschen Sprachraum bezogen werden. Bis 1890 zum Königreich der Niederlande gehörig, wurde Steinheim nach der Gründung eines selbstständigen Großherzogtums Luxemburg eine luxemburgische Gemeinde. Es kam später zur Gemeinde Rosport und am 1. Januar 2018 zur fusionierten neuen Gemeinde Rosport-Mompach, die aus der Fusion der beiden Gemeinden Rosport und Mompach entstanden ist.

## Kirche
Im Ort befindet sich die Kath. Pfarrkirche St. Mariä Himmelfahrt (Steinheim), ein Bau des 18. Jahrhunderts.